# Dinu Lipatti
Dinu Lipatti (rumunská výslovnost ˈdinu liˈpati; 1. dubna 1917, Bukurešť – 2. prosince 1950, Ženeva) byl rumunský klavírní virtuos a hudební skladatel.
Studoval v Bukurešti a poté v Paříži a již ve věku kolem 15 let získával první ocenění jako skladatel i interpret. Za války se usadil ve švýcarské Ženevě, kde získal pozici profesora konzervatoře. V roce 1947 u něho byla zjištěna Hodgkinova nemoc, které po třech letech podlehl.